# Dolophilodes shinboensis
Dolophilodes shinboensis là một loài Trichoptera trong họ Philopotamidae. Chúng phân bố ở miền Cổ bắc.